# Kloster Woźniki

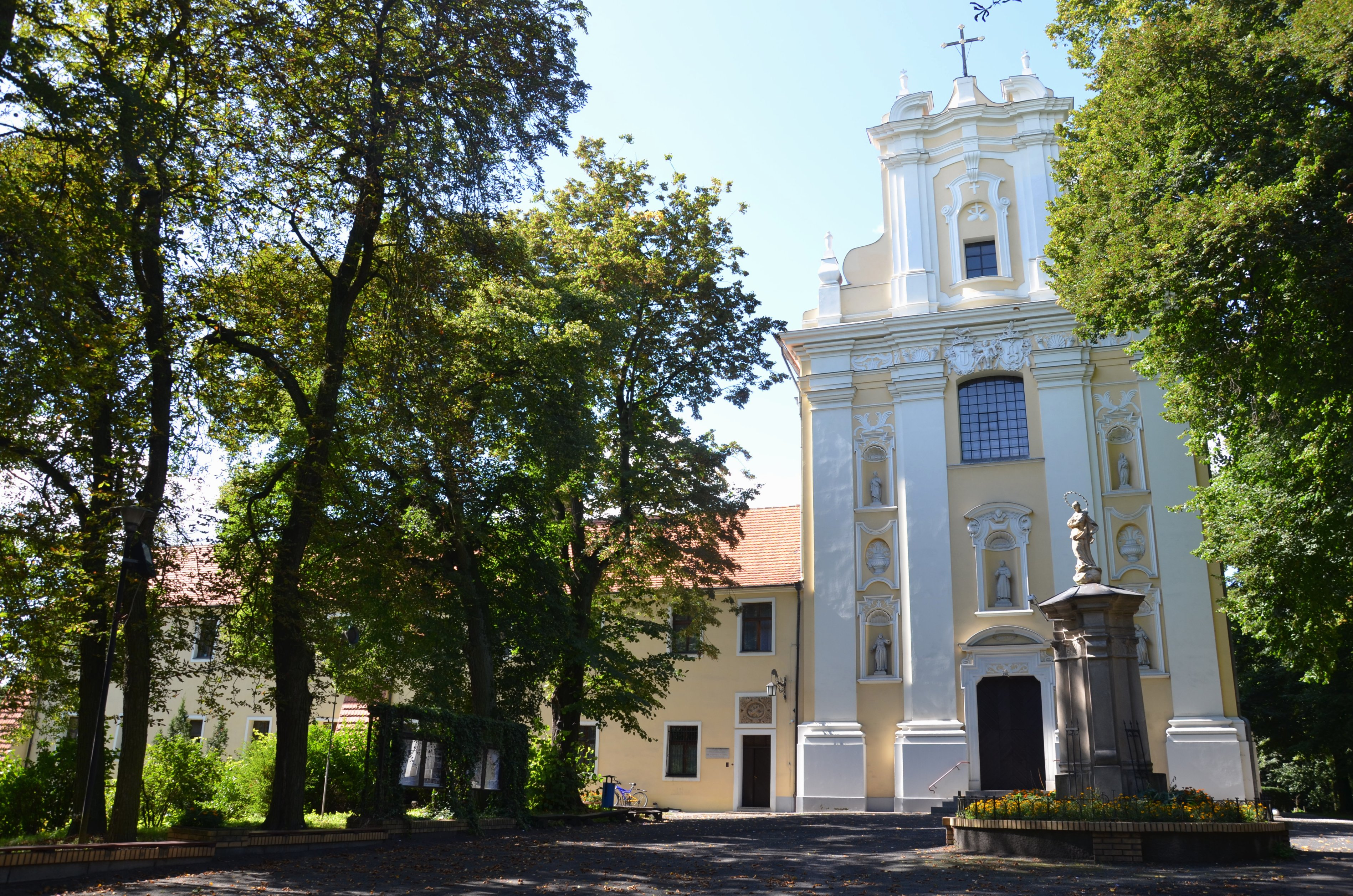
Kloster Woźniki

Kloster Woźniki (deutsch: Kloster Woschnik) ist ein Franziskanerkloster in der Woiwodschaft Großpolen in Polen.

## Geschichte
Der heilige Franziskus von Assisi wurde hier bereits im 15. Jh. verehrt. Im Jahre 1660 stiftete Kazimierz Rogaliński, der Gutsherr von Woźniki, die Kirche und das Kloster und lud dorthin die Franziskaner-Reformaten vom heiligen Antonius von Padua aus der großpolnischen Provinz ein. Anstelle der alten Kapelle wurden die Kirche und das Kloster im Fachwerkstil gebaut. Bereits die Kapelle hatte den heiligen Franziskus von Assisi als Patron. 1706 brannten die Kirche und das Kloster ab. Der Bau der neuen Kirche und des Klosters begann 1710 nach dem Entwurf von Giovanni Catenazzi. Der Stifter der Kirche war Franciszek Mielżyński und des Klosters Michał Kazimierz Raczyński. Die Kirche wurde im Jahre 1723 und das Kloster 1741 fertiggestellt.
Bei dem Bau wirkte der Maler und Architekt Mateusz Osiecki mit. Um das Jahr 1775 wurden Altäre, Kanzel, Gestühl, Beichtstühle sowie die Schränke in der Sakristei einheitlich gestaltet.
Die umfangreiche Klosterbibliothek entstand im Wesentlichen durch Spenden sowie durch Zukauf. Einen Teil der Bücher übergab die Familie Mielżyński in der Zwischenkriegszeit der Bibliothek der Posener Wissenschaftsliebhaber.
Das Kloster wurde 1836 von der preußischen Verwaltung im Zuge des Kulturkampfes aufgehoben. Jan Chryzostom Chrzeliński blieb bis zu seinem Tod 1841 als letzter Ordensbruder in Woźniki. Er ist in der Krypta der Kirche beigesetzt.
Die Regierung übergab 1842 Kirche und Kloster an die Eigentümerin von Woźniki, Konstancja Mielżyńska, die eine Familiengruft in der Krypta einrichtete. Kurze Zeit später wurde das Klostergebäude bis auf den Ostflügel abgebrochen. Aus dem Abbruchmaterial wurden die Straße zwischen Woźniki und Kotowo sowie ein Schafstall gebaut.
1909 wurde Zygmunt Kurnatowski der neue Besitzer von Woźniki und nach seinem Tod sein Sohn Andrzej, der 1936 den Franziskanern aus der Provinz Marienhimmelfahrt Kattowitz den Kauf von Woźniki vorschlug. Wegen des hohen Preises und des schlechten Bauzustandes scheiterte der Kauf. Während des Zweiten Weltkrieges nutzten die Nazis die Klosterkirche als Lager. Nach dem Krieg wurden die Gebäude an die Forstverwaltung übergeben. Die Ausstattung der Klosterkirche wurde auf andere Kirchen in der Region u. a. auf die St. Stanislaus-Kirche in Buk  verteilt. Der Staat wollte die Kirche vor dem weiteren Verfall retten und ließ das Dach neu decken.

## Klosterkirche
Nachdem der Domherr Hieronim Lewandowski aus Poznań 1975 den Komplex besucht hatte, beschloss er die Rettung des Kirchengebäudes. Es wurde am 30. Januar dem Posener Erzbistum übergeben. Kurz darauf begann der Wiederaufbau und die Renovierung der Kirche. Am 20. Juni 1976 weihte Erzbischof Antoni Baraniak die Kirche ein. Zwei Jahre später wurde die Kirche mit dem erhaltenen Klosterteil der Franziskanerprovinz Marienhimmelfahrt übereignet. Der erste Ordensbruder, der das Ordensleben nach 137 Jahren erneuerte, war Zdzisław Regulski. In den Jahren 1985–1987 sanierte er den Klosterflügel als Wohntrakt der Ordensbrüder. Die Renovierung der Kirche wurde fortgesetzt. Es gelang, die meisten Bestandteile der Kirchenausstattung zurückzugewinnen und die fehlenden Elemente wurden rekonstruiert.
Zu den Kunstwerken der Kirche zählt das Altarantependium sowie das in der Nische hinter der Kanzel angebrachte Kreuz aus dem Jahre 1540, ein Geschenk der Pfarrgemeinde St. Adalbert in Poznań. Am Gewölbe der Sakristei blieb die vom Ende des 18. Jahrhunderts stammende Wandmalerei mit dem letzten Abendmahl erhalten. Eine Barockfigur stellt den auferstandenen Christus dar. Die Monstranz wurde aus der Pfarrkirche in Ptaszkowo zurückerworben. Unter dem Musikchor befindet sich der Eingang in die Krypta, wo die Ordensbrüder und die Stifter der Kirche und des Klosters beigesetzt sind, unter ihnen auch ein Erzbischof aus Kiew, der 1717 in Woźniki gestorben war.
Hinter der Kirche befindet sich ein kleiner Friedhof für die Ordensbrüder.